# Lijst van trainers van sc Heerenveen (vrouwen)
Dit is een lijst van voetbaltrainers die minimaal één officiële wedstrijd hebben getraind van het eerste elftal van de Nederlandse profvoetbalclub sc Heerenveen.
| Seizoen | Trainer(s)        | Prijzen | Bijzonderheden           |
| ------- | ----------------- | ------- | ------------------------ |
| 2025/26 | Niklas Tarvajärvi |         | 0                        |
| 2024/25 | Niklas Tarvajärvi |         | 0                        |
| 2023/24 | Hans Schrijver    |         | 0                        |
| 2022/23 | Hans Schrijver    |         | 0                        |
| 2021/22 | Roeland ten Berge |         | 0                        |
| 2020/21 | Roeland ten Berge |         | 0                        |
| 2019/20 | Roeland ten Berge |         | 0                        |
| 2018/19 | Roeland ten Berge |         | 0                        |
| 2017/18 | Roeland ten Berge |         | 0                        |
| 2016/17 | Jan Schulting     |         | 0                        |
| 2015/16 | Fred de Boer      |         | 0                        |
| 2014/15 | Jessica Torny     |         | 0                        |
| 2013/14 | Jessica Torny     |         | 0                        |
| 2012/13 | Jessica Torny     |         | 0                        |
| 2011/12 | Maarten de Jong   |         | 0                        |
| 2011/12 | Peter Meindertsma |         | 0                        |
| 2010/11 | Rick Mulder       |         | 0                        |
| 2009/10 | Rick Mulder       |         | 0                        |
| 2008/09 | Harry Sinkgraven  |         | 0                        |
| 2007/08 | Harry Sinkgraven  |         | Eerste hoofdtrainer ooit |